# Companhia ferroviária

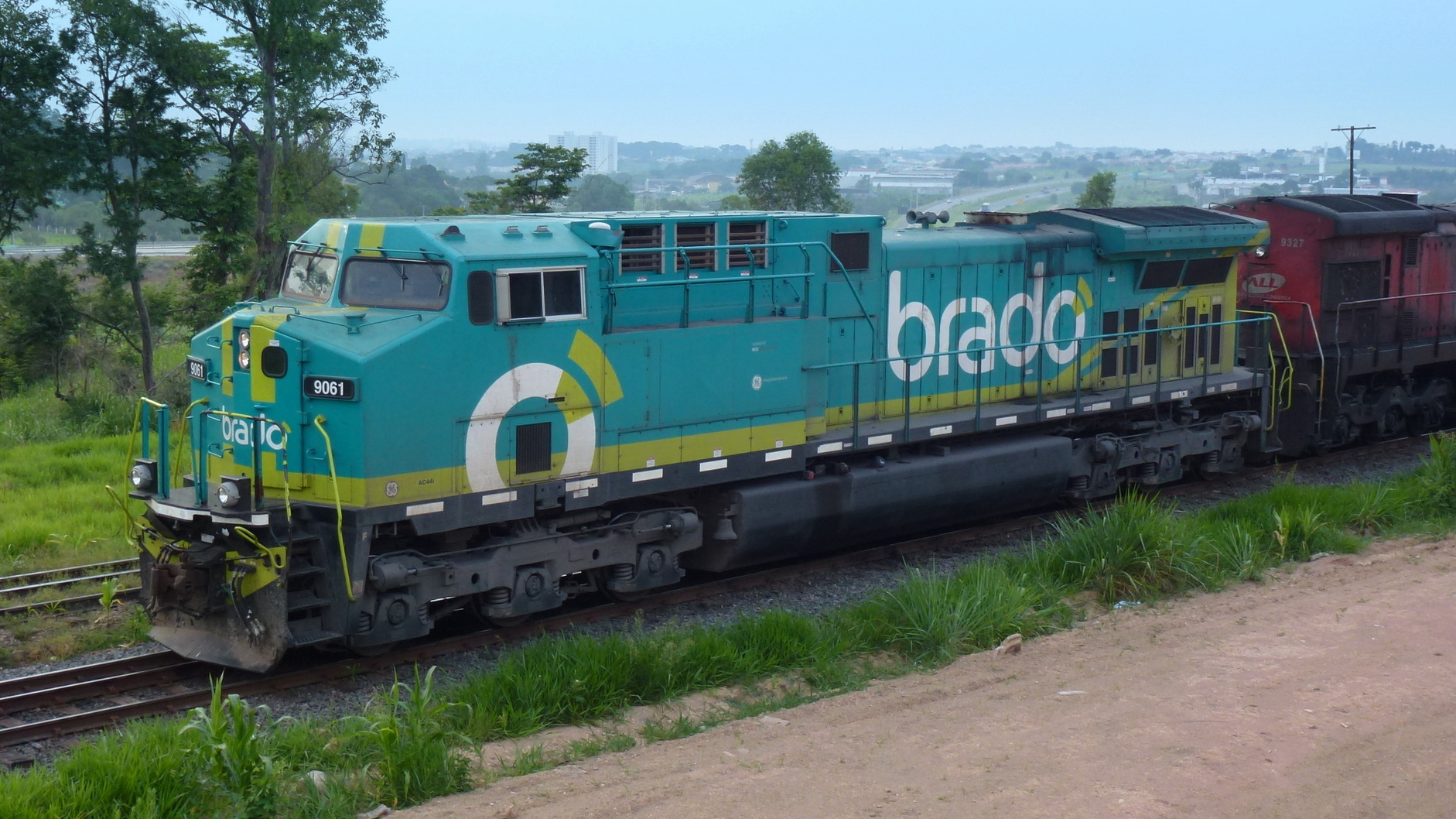
Uma locomotiva da Brado Logística, rebocando um vagão da América Latina Logística.

Uma companhia ferroviária, por definição, é uma entidade que opera uma ferrovia, um conjunto de trens, ou ambos. Esse tipo de companhia, pode ser da esfera pública ou privada.

## Missão
A missão básica de qualquer companhia ferroviária, é: "prestar serviços de transporte no modo ferroviário que atendam a interesses econômicos e sociais".
Esses serviços, podem ser reunidos em três grandes grupos, a saber:
- Carga
- Passageiros de longo percurso
- Passageiros de trem metropolitano

Deve-se levar em conta que: para levar a  cabo sua missão básica, uma companhia ferroviária, deve buscar índices de eficiência e eficácia na execução dos serviços, que sejam persistentes e permitam não só sua sustentação, como também sua expansão.

## Histórico no Mundo

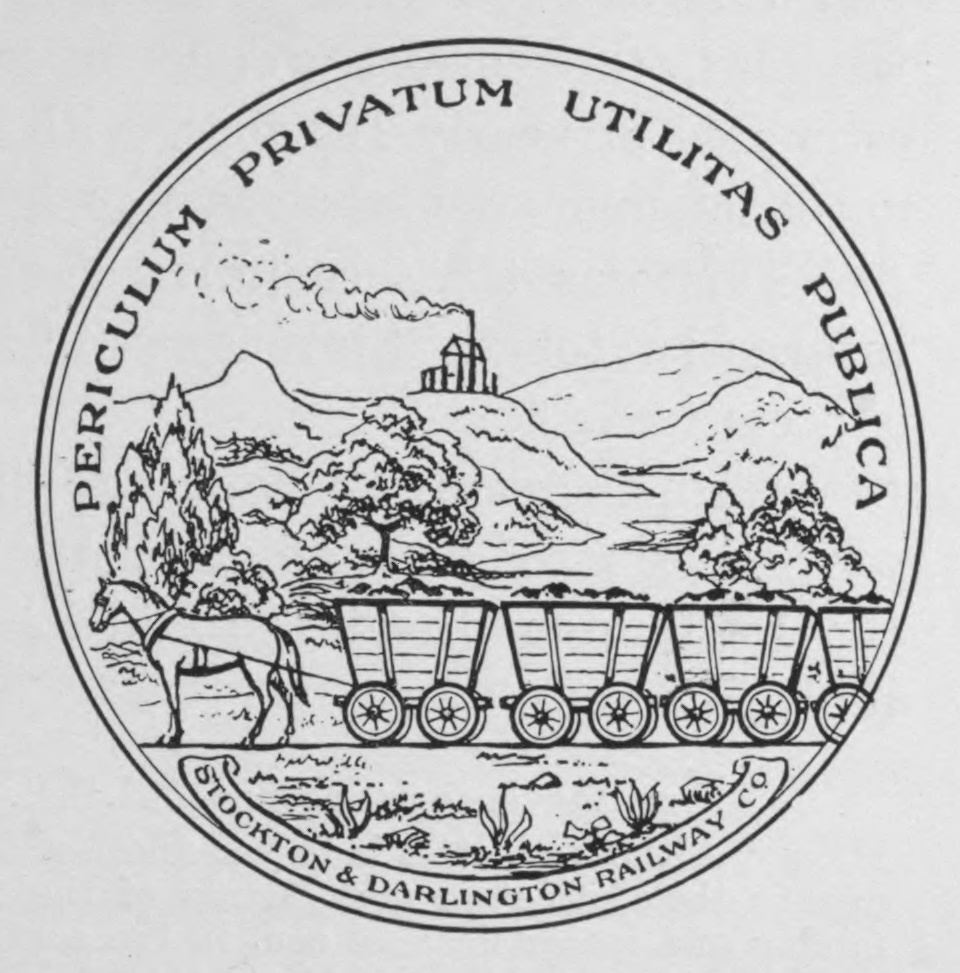
Selo da primeira companhia ferroviária do mundo, a Stockton and Darlington Railway.

Seguem-se alguns fatos históricos relevantes, relativos à companhias ferroviárias. Nesse aspecto, as vezes é difícil distinguir a ferrovia da companhia ferroviária que a opera, pois em alguns países não há essa distinção:
- 1804 - Foi criada a primeira ferrovia a operar com uma locomotiva a vapor, foi a Penydarren ou "Pen-y-Darren", construída e operada por Richard Trevithick, e usada para transportar ferro entre Merthyr Tydfil e Abercynon no País de Gales, um trecho de pouco mais de 15 km.
- 1825 - Foi criada a primeira companhia ferroviária, operando locomotivas a vapor, a Stockton and Darlington Railway.
- 1831 - Foi criada a primeira companhia ferroviária da Irlanda, a Dublin and Kingstown Railway.
- 1851 - Com a inauguração da Ferrovia São Petersburgo - Moscou, é criada a provável mais antiga companhia ferroviária, que de mudança em mudança permanece em operação até os dias de hoje, a Ferrovias Russas.
- 1852 - Foi criada a Companhia Central Peninsular dos Caminhos de Ferro de Portugal para operar as linhas férreas existentes na época.
- 1854 - Foi criada a "Imperial Companhia de Navegação a Vapor e Estrada de Ferro de Petrópolis" para operar a primeira ferrovia do Brasil.
- 1938 - Foi criada a SNCF (Société Nationale des Chemins de fer Français), a empresa ferroviária nacional pública francesa, a partir de um acordo entre o estado francês e um conjunto de empresas ferroviárias privadas da época.
- 1948 - Foi criada a British Railways, nacionalizando as "quatro grandes": LNER, LMS, GWR e SR.
- 1971 - Foi criada a Amtrak, uma companhia ferroviária estatal Norte americana de âmbito federal. Com o objetivo de manter em operação uma das maiores malhas ferroviárias do mundo, o governo dos Estados Unidos vem aportando dinheiro, de forma regular nessa empresa que se mantém deficitária desde sua criação.[2]
- 2015 - Com o objetivo de facilitar a abertura do setor ferroviário europeu à concorrência,[3] a SNCF deu origem a 3 organizações distintas: SNCF Réseau (responsável por gerenciar a infraestrutura ferroviária), SNCF Mobilités (operador ferroviário) e uma terceira organização, nomeada simplesmente SNCF, responsável pela estratégia global da empresa.[4]

## Histórico no Brasil

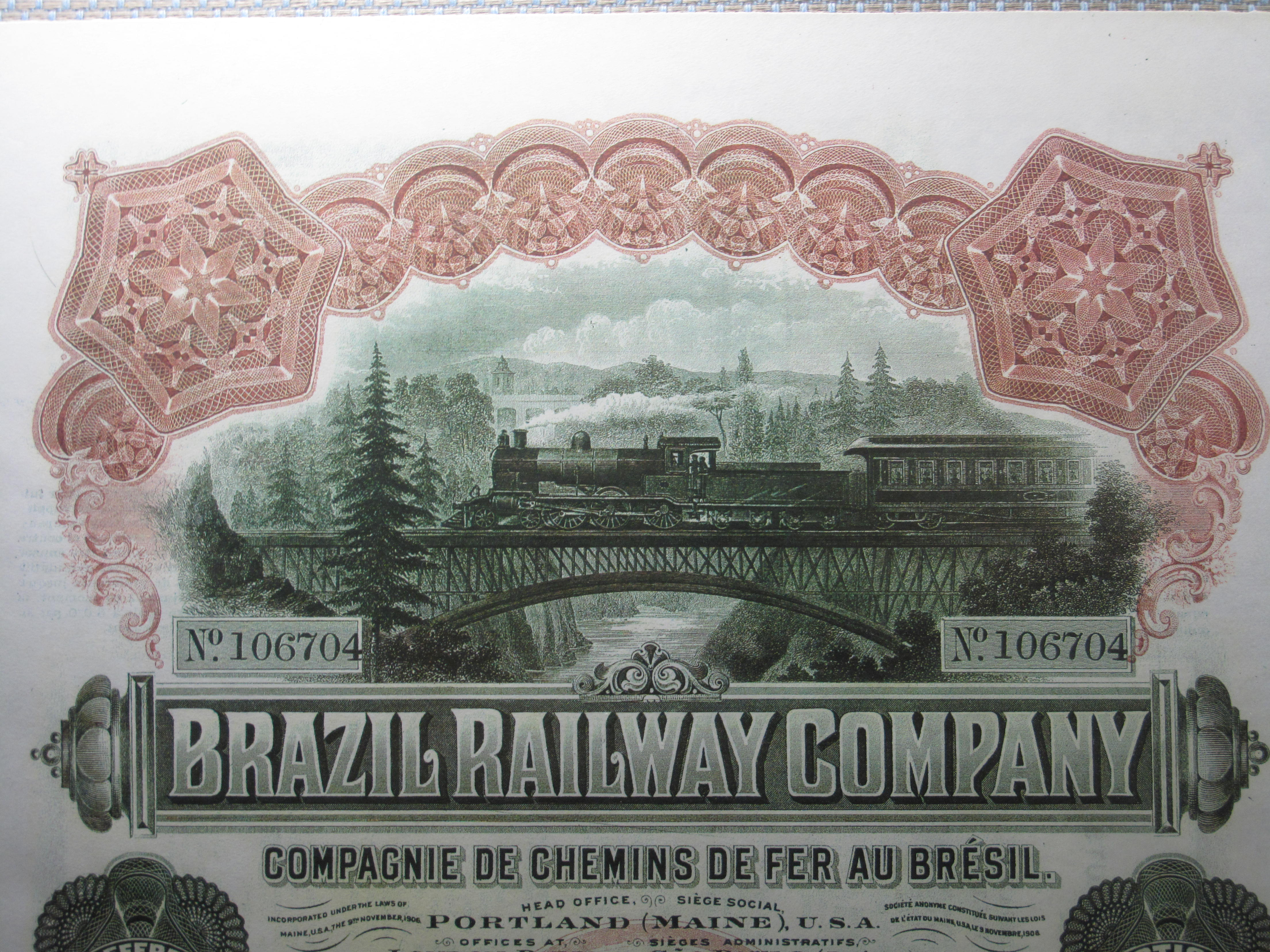
Imagem em close de uma ação da Brazil Railway Company.

A primeira ferrovia do Brasil, foi a Estrada de ferro Barão de Mauá, de 1854, e a companhia ferroviária responsável por sua operação, era a "Imperial Companhia de Navegação a Vapor e Estrada de Ferro de Petrópolis".
Em 1858, foi inaugurada a Estrada de Ferro Recife ao São Francisco, operada pela companhia "Recife and São Francisco Railway Company", e também a Estrada de Ferro Central do Brasil, administrada pela "Companhia Estrada de Ferro D. Pedro II".
Já no início do século XX surge uma outra companhia de valor histórico significativo: a "Brazil Railway Company", que apenas 10 anos depois de sua fundação em 1906, já detinha cerca de 47% das ferrovias brasileiras, sendo suas realizações amplamente documentadas. Apesar disso, a Brazil Railway Company, começou a enfrentar problemas a partir de 1917. Suas subsidiárias começaram a entrar em regime de concordata e depois de alguns escândalos envolvendo ações administrativas protagonizadas por uma de suas subsidiárias, a "Southern Brazil Lumber & Colonization Company", ela acabou sendo completamente nacionalizada em 1940.
Durante os anos da República Velha (1889 – 1930), ocorreu uma grande expansão da rede ferroviária do estado de São Paulo, sendo liderada pelas seguintes companhias:
- Estrada de Ferro Sorocabana (com 2 074 km)
- Companhia Mogiana de Estradas de Ferro (1 954 km)
- Estrada de Ferro Noroeste do Brasil (com 1 539 km)
- Companhia Paulista de Estradas de Ferro (com 1 536 km)
- São Paulo Railway Company (que detinha a ligação com o porto de Santos)[10]

A partir de meados da década de 1940, o transporte ferroviário entra em declínio por falta de investimentos e a maioria das empresas é estatizada. A malha ferroviária diminui, num processo de degradação da infraestrutura, a tal ponto de, no final da década de 1980, a RFFSA ter um orçamento de apenas 19% do que teve na década anterior, ficando impossibilitada até mesmo de pagar os serviços da dívida contraída.
Já a partir do início da década de 1990, com as novas diretrizes governamentais, inicia-se um processo de privatização do setor. Desde o início dos anos 2000, o sistema ferroviário brasileiro sofreu uma grande reorganização, e a reestruturação do setor ainda está em curso, permitindo o surgimento de várias empresas no setor.

## Histórico em Portugal

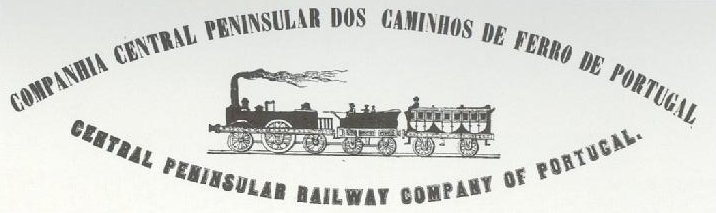
Logotipo da Companhia Central Peninsular.

Em Portugal, as primeiras realizações práticas no meio ferroviário, ocorreram nas décadas de 1850 e de 1860, ficando a administração das ferrovias e seus meios, a cargo da Companhia Central Peninsular dos Caminhos de Ferro de Portugal, que atuou entre 1852 e 1857.
A ela se seguiram: a Companhia Nacional de Caminhos de Ferro ao Sul do Tejo criada em 1854; e a Companhia Real dos Caminhos de Ferro Portugueses, criada em 1860.
Entre 1870 e o início da Primeira Guerra Mundial, entra em ação a Administração Geral dos Caminhos de Ferro do Estado.
Depois da Segunda Guerra Mundial, entrou em declínio, num processo de concentração e estatização, semelhante ao ocorrido no Brasil, deixando um passivo oneroso.
A situação melhorou pouco, entre as décadas de 1950 e 1970. As crises mundiais que se seguiram à Revolução dos Cravos, não ajudaram, e a situação não melhorou.
O investimento no setor ferroviário, só voltou acrescer em Portugal, a partir de 1986, com a entrada do país na União Europeia, e agora recentemente, entraram em cena as companhias: Comboios de Portugal em 2009; e a Infraestruturas de Portugal em 2015.